# Mala Plana (gmina Smederevska Palanka)
Mala Plana (cyr. Мала Плана) – wieś w Serbii, w okręgu podunajskim, w gminie Smederevska Palanka. W 2011 roku liczyła 799 mieszkańców.